# Deutsches Rosarium
Le Deutsches Rosarium (la « roseraie allemande ») est une roseraie située en Allemagne dans le Westfalenpark de Dortmund (land de Rhénanie-du-Nord-Westphalie). C'est avec trois mille sortes de rosiers différents, la troisième roseraie du monde. 
Chaque année, le concours des roses nouvelles d'Allemagne (Allgemeine Deutsche Rosenneuheitenprüfung, en abrégé ADR) y est organisé.
On y trouve également une importante bibliothèque sur le thème des roses comportant mille trois cents ouvrages.

## Histoire
La collection de roses est le fruit d'une coopération entre la Gesellschaft Deutscher Rosenfreunde et la ville de Dortmund. Le 19 mai 1969, un accord est signé pour créer une roseraie dans le Westfalenpark. Le Deutsches Rosarium est officiellement inauguré le 14 juillet 1972. Le cœur du Rosarium est la roseraie du Kaiser-Wilhelm-Hain (prédecesseur du Westfalenpark), vieille de 120 ans.

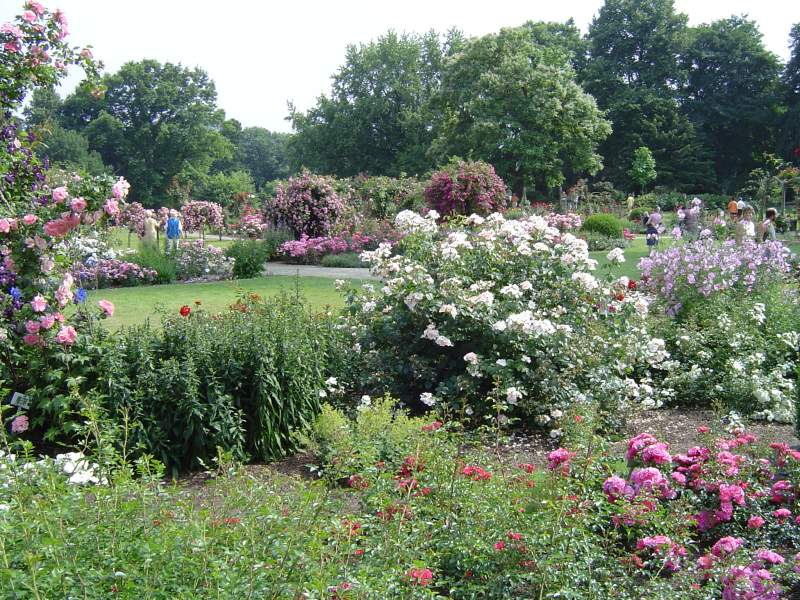
Le Deutsches Rosarium au Westfalenpark de Dortmund.